# Augustin Cochin
Augustin Denis Marie Cochin (Parigi, 22 dicembre 1876 – Hardecourt-aux-Bois, 8 luglio 1916) è stato uno storico e sociologo francese.
Esponente dell'alta borghesia, fu figlio del ministro Denys Cochin. Ebbe una posizione personale cattolica e legittimista, dedicando i propri studi storici alle meccaniche dietro la Rivoluzione francese (in particolare il ruolo delle logge massoniche e dei salotti come luogo di diffusione delle idee rivoluzionarie nell'epoca dei Lumi) proprio sulla scia della tradizionale critica cattolica di quegli avvenimenti (della quale tuttavia criticò e superò taluni semplicismi interpretativi). Caduto nella prima guerra mondiale, è considerato, per il suo stato civile, "morto per la Francia".

## Biografia
"È probabilmente il più sconosciuto storico della Rivoluzione francese", scrive lo storico François Furet che gli dedica un capitolo del suo saggio Pensare la Rivoluzione francese (1978). Nato nel VII arrondissement della capitale, si forma all'École nationale des chartes e si specializza, a partire dal 1903, nello studio del periodo rivoluzionario e prerivoluzionario. Possedendo un ricco patrimonio di famiglia, non è costretto a lavorare e pertanto dedica la propria breve esistenza a due indagini:
- una sulla campagna elettorale del 1789, in Borgogna e poi in Bretagna;
- l'altra, incentrata sul Terrore, lo porta ad elaborare una raccolta di notizie: gli Atti del governo rivoluzionario (23 agosto 1793 - 27 luglio 1794) di cui il primo volume fu terminato nel 1914 e pubblicato nel 1920.

Secondo Cochin, la Rivoluzione francese sarebbe un colpo di Stato organizzato da alcune società di pensiero che avrebbero previsto ed orchestrato la propria presa di potere, e non un movimento popolare spontaneo. Nel 1909 risponde ad una critica indirizzata da Alphonse Aulard all'opera di Hippolyte Taine con un brillante saggio: La crisi della storia rivoluzionaria: Taine e Aulard.
Chiamato alle armi nel 1914, il capitano Auguste Cochin, del 146º reggimento di fanteria, viene ucciso dal nemico l'8 luglio 1916 a Maricourt. Dopo la sua morte, il suo collaboratore, Charles Charpentier, rese pubblica nel 1925 l'unica sua opera portata a termine: Le società di pensiero e la Rivoluzione in Bretagna. Nel 1921 e 1924 sua madre aveva fatto pubblicare due raccolte di saggi: Le società di pensiero e la democrazia moderna e La Rivoluzione ed il libero pensiero. Nel 1979 il sociologo Jean Baechler pubblica nuovamente il suo testo del 1921 Le società di pensiero e la democrazia moderna: Studi di storia rivoluzionaria in una raccolta di sociologia perché secondo lui "Cochin propone una teoria coerente, profonda e feconda di homo ideologicus [...] e offre uno strumento concettuale efficace per studiare la storia che gli uomini fanno senza la conoscenza".

## Tesi
Le opere dello storico individuano nella massoneria una delle cause della Rivoluzione francese insieme con altre "società di pensiero", cercando tuttavia di superare la mera tesi complottistica e antimassonica proposta da Augustin Barruel e da esponenti analoghi della vecchia critica controrivoluzionaria per basarsi su un'analisi più fattuale del processo della Rivoluzione del 1789. Per questa ragione fece leva sul metodo sociologico appena introdotto da Émile Durkheim, cercando di eliminare il determinismo. La sua tesi principale è che la democrazia moderna sia nata dalla presa di potere di un genere radicalmente nuovo, caratterizzato da una dualità tra la realtà dei rapporti politici e la loro fantasmagorica rappresentazione sociale, dualità resa possibile e durevole dal meccanismo di allenamento sofistico estremamente efficace delle "società di pensiero" (saloni filosofici, gruppi politici, logge massoniche, e, più tardi, partiti ideologici). Secondo Cochin, è una regola generale a determinare il corpo massonico: ogni delibera ufficiale è preceduta da una delibera ufficiosa e da essa determinata; afferma inoltre che ogni gruppo massonico è diretto senza la conoscenza da un gruppo più ristretto, sufficientemente piccolo da permettere di essere unito ed avere una linea d'azione precisa.

## Opere
- (et Charles Charpentier), La campagne électorale de 1789 en Bourgogne, Paris, H. Champion, 1904. Extrait de la Revue d'Action française. (Repris  dans « Les sociétés de pensée et la démocratie moderne: Études d'histoire révolutionnaire » et dans « L'Esprit du jacobinisme. Une interprétation sociologique de la Révolution française » ).
- La Crise de l'histoire révolutionnaire: Taine et M. Aulard, Paris,H. Champion, 1909. (Repris  dans « Les sociétés de pensée et la démocratie moderne: Études d'histoire révolutionnaire » et dans « L'Esprit du jacobinisme. Une interprétation sociologique de la Révolution française » ).
- Quelques lettres de guerre par le capitaine Augustin Cochin, préface de Paul Bourget, Paris, Bloud et Gay; Barcelone, 1917. Description matérielle:  63 p. ; In-16
- (et Charles Charpentier), Actes du gouvernement révolutionnaire (23 août 1793 – 27 juillet 1794), édité par Michel de Boüard Paris, A. Picard et fils, puis H. Champion, 1920-1935.
- Les sociétés de pensée et la démocratie moderne: Études d'histoire révolutionnaire, Paris, Plon-Nourrit et Cie, 1921.
- La Révolution et la libre-pensée. La Socialisation de la pensée (1750-1789). La Socialisation de la personne (1789-1792). La Socialisation des biens (1793-1794), Paris, Plon-Nourrit et Cie, 1924.
- Les sociétés de pensée et la Révolution en Bretagne (1788-1789), Tome I, Histoire analytique ; Tome II, Synthèse et justification, Paris, Plon, 1928.
- Sur la politique économique du gouvernement révolutionnaire, Blois, J. de Grandpré, 1933.
- Abstraction révolutionnaire et Réalisme catholique, Introduction de Michel de Boüard, Paris, Desclée De Brouwer et Cie, 1935.
- L'Esprit du jacobinisme. Une interprétation sociologique de la Révolution française, préface (26 pages) de Jean Baechler, Paris, Presses universitaires de France, 1979. (Réédition, avec deux modifications introduites par le préfacier, de «Les sociétés de pensée et la démocratie moderne: Études d'histoire révolutionnaire» ).